# Болница Иштвана Семзе
Болница Иштвана Семзе налази се у комплексу Опште болнице "др Радивој Симоновић" у Војвођанској улици у Сомбору. Подигнута је средствима из заоставштине Иштвана Семзе 1935. године и тада била један од великих павиљона Сомборске болнице.

## Иштван Семзе
Донатор Иштван Семзе потиче из породице Семзе који су своје немачко презиме заменили мађарским Семзе и тада 1842. године добили племићку титулу.
Имали су велике поседе, земљу од неколико хиљада јутара. Иштван Семзе рођен 1840. године, имао је посед од преко 1200 јутара земље и више зграда. Као угледни велепоседник, од 1866. до 1868. године био је посланик у Угарском сабору. Иштван Семзе је имао важну улогу у друштвеном животу Сомбора. Умро је у Сомбору, 18. јуна 1915. године.

## Семзина заоставштина
Иштван Семзе није имао деце и  своју имовину је опоруком завештао граду за подизање болнице. Граду је дао 547 јутара земље за изградњу болнице. Средствима из Семзине заоставштине подигнута је болница. Болница је завршена 9. новембра 1935. године и са осталим објектима постала део болничког комплекса.
Зграда је грађена две године, према нацртима инжињера Светозара Кротина у модерном архитектонском стилу тога времена.
Посао на подизању зграде добио је грађевински предузетник Анђал. Када је здање завршено, у њему су смештени хируршко и интерно одељење, као и сала за порођаје. 
Пред Други светски рат болница је била најсавременије опремљена, поседовала је рендген-апарат и електро-кардиограф, и у њој је тада радило девет лекара.

## Здање данас
Данас се у Болници Иштвана Семзе налази интерно одељење и заједно са околним зградама које су грађене око прве саграђене 1925. године, која је била окосница, некадашње болнице "Краљ Александар и краљица Марија", потпуно је уобличен изглед данашње Опште болнице „др Радивој Симоновић“. Данашња Општа болница "Др Радивој Симоновић" има регионални карактер и пружа здравствену заштиту становништву четири општине Западнобачког округа (Сомбор, Апатин, Оџаци и Кула).